# Etlingera corneri
Etlingera corneri är en enhjärtbladig växtart som beskrevs av John Donald Mood och Ibrahim. Etlingera corneri ingår i släktet Etlingera och familjen Zingiberaceae. Inga underarter finns listade i Catalogue of Life.